# Martin Vrtiška
Martin Vrtiška (* 12. srpna 1970) je bývalý český fotbalista, obránce a fotbalový trenér. Pracoval jako trenér mládeže v FK Ústí nad Labem. Byl několik sezon trenér Atýmu Fk Krupka. Následně působil jako manažer Fk Krupka a nyní působí v Fk Brná jako manažer.

## Fotbalová kariéra
V české lize hrál za Bohemians Praha. Nastoupil v 8 ligových utkáních. V nižších soutěžích hrál za Teplice a FK Ústí nad Labem.

## Ligová bilance
| Ročník                          | Zápasy | Góly | Klub            |
| ------------------------------- | ------ | ---- | --------------- |
| 1. česká fotbalová liga 1994/95 | 8      | 0    | Bohemians Praha |
| CELKEM                          | 8      | 0    |                 |

## Politická angažovanost
Ve volbách do Evropského parlamentu v květnu 2019 kandidoval jako člen hnutí Čisté Ústí (ČÚNL) na 27. místě kandidátky subjektu s názvem "Dělnická strana sociální spravedlnosti – Za národní suverenitu!" (tj. DSSS a NF), ale nebyl zvolen.